# マーティン・ルーサー・キング・ジュニア暗殺事件

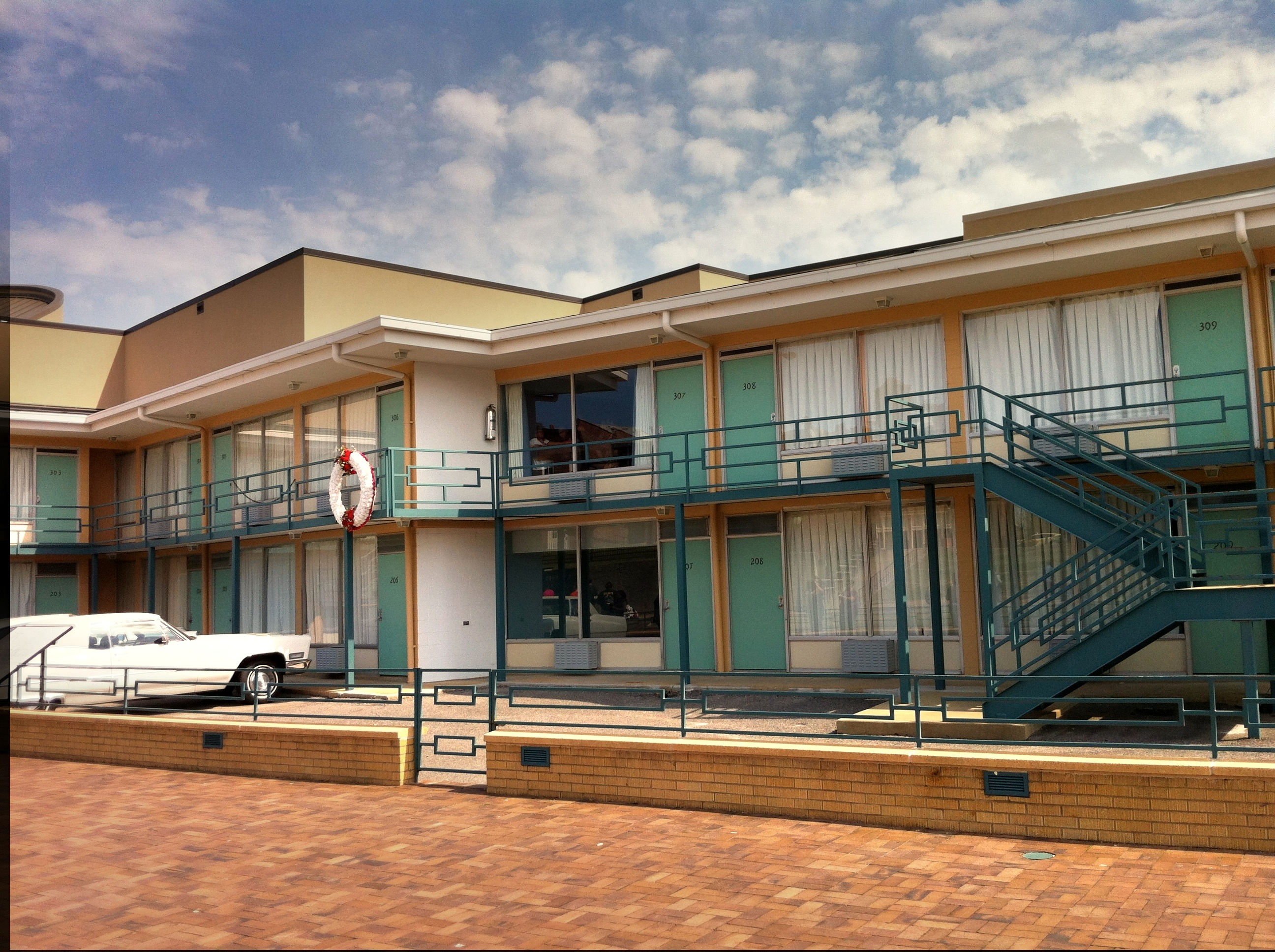
キング牧師が狙撃された場所

マーティン・ルーサー・キング・ジュニア暗殺事件（英：Martin Luther King Jr. Assassination）は1968年4月4日に公民権運動家のマーティン・ルーサー・キング・ジュニアがテネシー州メンフィスでジェームズ・アール・レイに暗殺された事件。

## 概要

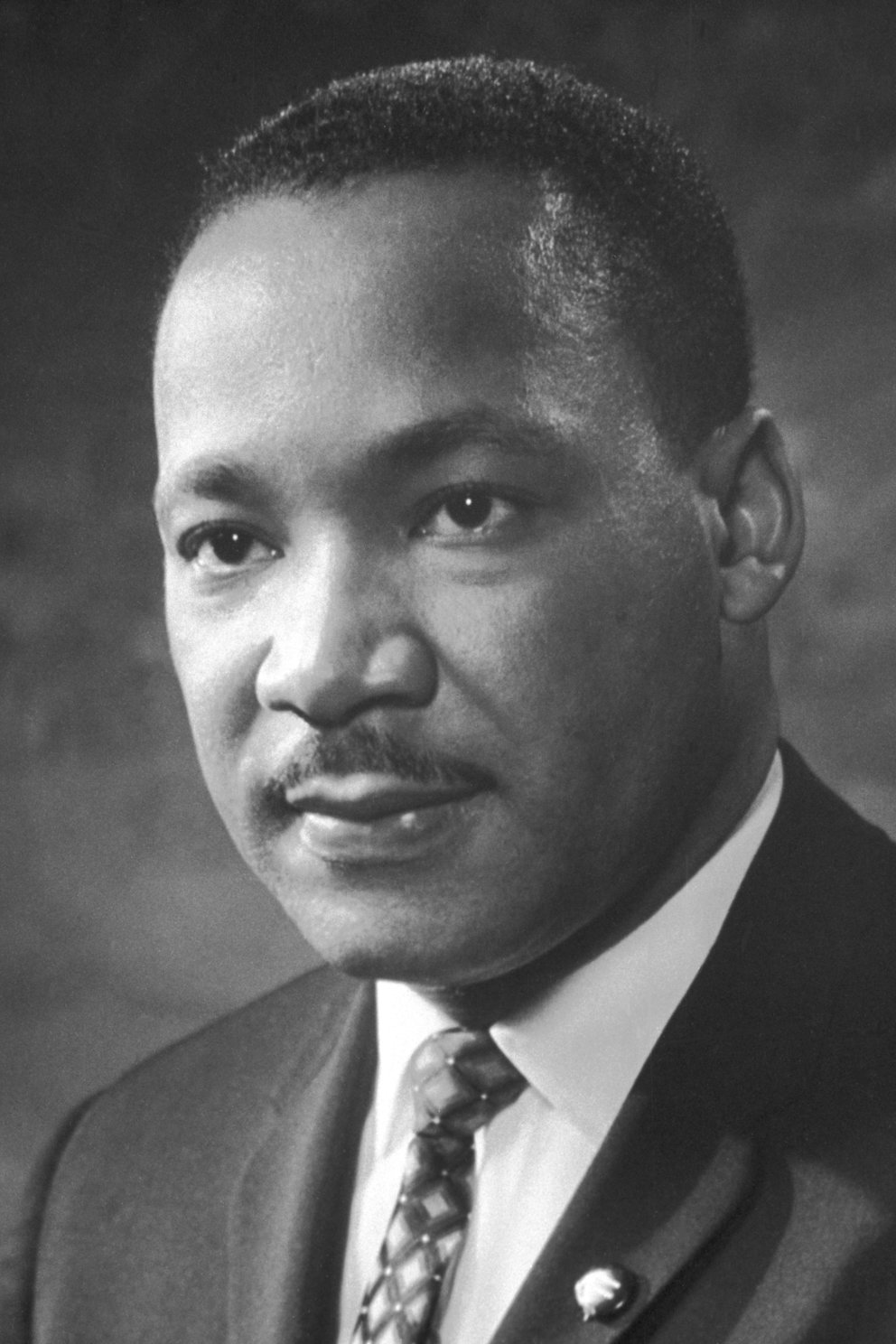
1964年のキング牧師

1968年4月4日、公民権運動家のマーティン・ルーサー・キング・ジュニア牧師は遊説先のテネシー州メンフィス のホテルに宿泊していた。午後5時55分、キング牧師は306号室の目の前でライフル銃で狙撃を受けた。1発目は大きな爆発音の音だという証言がある。午後6時9分数人の警察官に警護されながら病院に到着した。到着時には意識はまだあったという。午後7時5分にキング牧師は39歳で死亡した。

## 事件後
ロバート・ケネディはキング牧師の暗殺を国民に演説で伝えた。FBIは直ちに犯人の捜索を開始し、4月17日には白人男性だと発表した。数日後にはジェームズ・アール・レイという男が逮捕された。彼は以前に窃盗などを行っていた。この事件をきっかけとしてリンドン・ジョンソン大統領はキング牧師の誕生日を祝日とした。